# Дистаннид трикобальта
Дистаннид трикобальта — бинарное интерметаллическое неорганическое соединение
олова и кобальта
с формулой Co3Sn2,
кристаллы.

## Получение
- Сплавление стехиометрических количеств чистых веществ:

{\displaystyle {\mathsf {2Sn+3Co\ {\xrightarrow {1230^{o}C}}\ Co_{3}Sn_{2}}}}

## Физические свойства
Дистаннид трикобальта образует кристаллы
гексагональной сингонии,
пространственная группа P 63/mmc,
параметры ячейки a = 1,6445 нм, c = 0,5179 нм, 
структура типа арсенида никеля NiAs
.
При температурах 500÷547°С (в зависимости от отклонения от стехиометрического состава) происходит переход в фазу
гексагональной сингонии,
пространственная группа P 63/mmc,
параметры ячейки a = 0,4111 нм, c = 0,5183 нм
.
Соединение конгруэнтно плавится при температуре 1230°C  (1170°C ).